# William Saliba
William Saliba (Bondy, 2001. március 24. –) világbajnoki ezüstérmes kameruni származású francia labdarúgó, az Arsenal játékosa.

## Pályafutása

### Klubcsapatokban
Az AS Bondy, a Montfermeil és a Saint-Étienne korosztályos csapataiban nevelkedett. 2018. május 12-én mutatkozott be a tartalék együttesben az FC Limonest elleni ötödosztályú bajnoki mérkőzésen. Május 30-án írta alá első profi szerződését a Saint-Étienne csapatával. Szeptember 25-én az első csapatban is bemutatkozott a Toulouse ellen 3–2-re megnyert bajnoki mérkőzésen. 2019 nyarán az angol Arsenal szerződtette, de kölcsönben maradt a Saint-Étienne csapatánál a 2019–2020-as szezonra. A koronavírus-járvány miatt 2020 márciusában félbeszakított szezonban tizenkét bajnokin lépett pályára a francia élvonalban. 2020 júliusában Claude Puel, a Saint-Etienne vezetőedzője egy nyilatkozatában megerősítette, hogy a játékos kölcsönszerződésének meghosszabbításáról nem tudott megegyezni a francia és az angol klub, így a hónap végén esedékes Francia Kupa-döntőt sem szerepelhet a csapat színeiben. Saliba ezt követően visszatért az Arsenalhoz, ahol a négyes számú mezt kapta meg.
2021. január 4-én az angol klub bejelentette, hogy a szezon hátralévő idejében a Nice csapatához került kölcsönben. 2021. július 1-jén egy szezonra kölcsönbe került az Marseille csapatához. Bár több hírportál szerint a "fél világ" le akarta igazolni, végül 2023. július 6-án bejelentette, hogy 4 éves szerződést kötött az Arsenallal. A francia védő évente tíz millió fontot fog keresni.

### A válogatottban
Többszörös francia korosztályos válogatott. 2024. május 16-án bekerült a 2024-es labdarúgó-Európa-bajnokságra utazó 25 fős keretbe.

## Statisztika
2020. március 8-i állapotnak megfelelően.
| Klub             | Szezon           | Bajnokság | Bajnokság | Kupa    | Kupa  | Ligakupa | Ligakupa | Nemzetközi | Nemzetközi | Összesen | Összesen |
| Klub             | Szezon           | Meccsek   | Gólok     | Meccsek | Gólok | Meccsek  | Gólok    | Meccsek    | Gólok      | Meccsek  | Gólok    |
| ---------------- | ---------------- | --------- | --------- | ------- | ----- | -------- | -------- | ---------- | ---------- | -------- | -------- |
| Saint-Étienne    | 2018–19          | 16        | 0         | 2       | 0     | 1        | 0        | —          | —          | 19       | 0        |
| Saint-Étienne    | 2019–20          | 12        | 0         | 3       | 0     | 0        | 0        | 2          | 0          | 17       | 0        |
| Összesen         | Összesen         | 28        | 0         | 5       | 0     | 1        | 0        | 2          | 0          | 36       | 0        |
| Karrier összesen | Karrier összesen | 28        | 0         | 5       | 0     | 1        | 0        | 2          | 0          | 36       | 0        |

### A válogatottban
2022. november 30-án lett utoljára frissítve.
| Nemzet        | Év       | Pályára lépések | Gólok |
| ------------- | -------- | --------------- | ----- |
| Franciaország | 2022     | 8               | 0     |
| összesen      | összesen | 8               | 0     |

## Sikerei, díjai
- Arsenal
  - Angol szuperkupa: 2020, 2023